# Toys "R" Us
Toys "R" Us (логотип стилизованный как Toys Я Us) — американская компания, специализировавшаяся на розничной торговле игрушками, одеждой и другими товарами для детей. Компания была основана в 1948 году в городе Вашингтон. Сеть Toys "R" Us владела более 850 магазинами в США и 750 магазинами в 38 странах мира.
Основанная Чарльзом П. Лазарусом (1924—2018) в своем современном виде в 1967 году, Toys «R» Us уходит корнями к магазину детской мебели Лазаруса, который он основал в 1948 году. Он добавил в ассортимент игрушки и, в конце концов, сконцентрировался на них. Компания присутствует на рынке игрушек больше 65 лет и владеет примерно 800 магазинами Соединённых Штатах и примерно 800 — за пределами США, хотя эти цифры со временем стабильно уменьшаются.
Toys «R» Us расширилась до сети магазинов, доминируя в своей нише ритейла игрушек. Представляемая мультипликационным маскотом Жирафом Джеффри с 1965 года, Toys «R» Us в итоге запустила магазины Babies «R» Us и ныне несуществующие Kids «R» Us.
Компания подала на банкротство в США 18 сентября 2017 года и также подала на банкротство в Канаде. (См. Companies' Creditors Arrangement Act). Было решено, что магазины компании будут продолжать работать, но, тем не менее, было объявлено о ликвидации и закрытии 382 магазинов, по крайней мере половина из которых — магазины Babies «R» Us. С большой вероятностью в магазинах Toys «R» Us также пройдут ликвидационные распродажи.
14 марта 2018 года было объявлено, что все магазины Toys «R» Us в Великобритании будут закрыты. На следующий день, 15 марта, было объявлено, что Toys «R» Us официально выходит из бизнеса и продает все 800 своих магазинов в США. Кроме того, все 1758 магазинов Toys «R» Us во всем мире будут проданы или закрыты.
20 января 2019 года компания вышла из банкротства как Tru Kids
В 2024 году Toys «R» Us возвратилась, только немного в другом виде. Также сайт был восстановлен и обновлён.